# Режицкий уезд

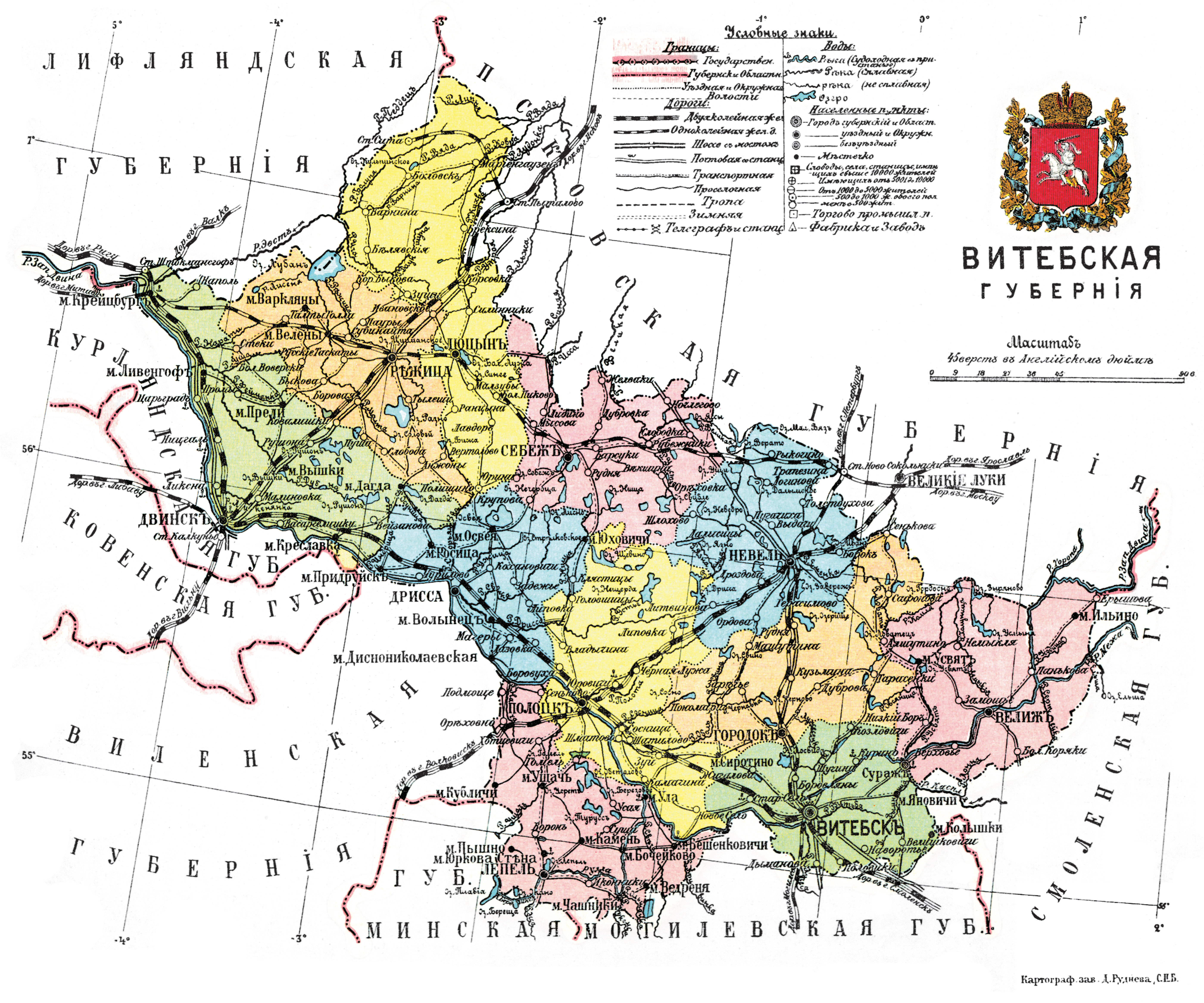
Режицкий уезд на карте Витебской губернии, 1913 год

Ре́жицкий уе́зд (рус. дореф. Рѣжицкiй уѣздъ, латыш. Rēzeknes apriņķis) — административная единица в составе Псковской и Полоцкой губерний, Полоцкого наместничества, Витебской губернии и Латвии, существовавшая в 1773—1796 и 1802—1920 годах. Центр («уездный город») — город Режица, который ранее назывался Розиттен.
В 1920 году в независимой Латвийской Республике переименован в Резекненский уезд (с 1940 года в составе Латвийской ССР), был упразднён в 1949 году.

## История

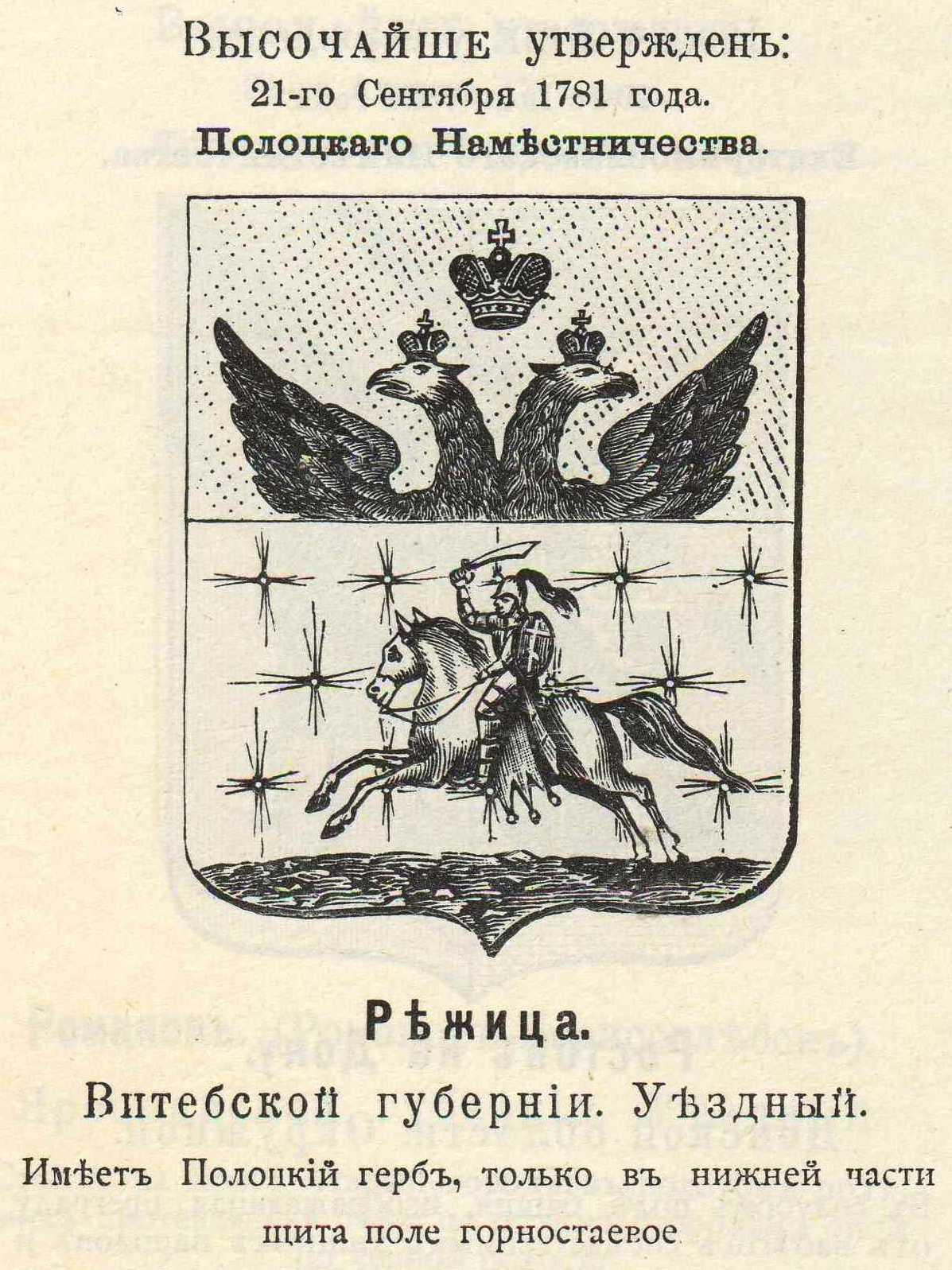
Герб уездного города Режицы

Режицкий уезд был образован в составе Двинской провинции Псковской губернии Российской империи в 1773 году после первого раздела Речи Посполитой. В 1776 году — передан в Полоцкую губернию (с 1778 года — Полоцкое наместничество). В 1796 году он был упразднён, а в 1802 году восстановлен — уже в составе Витебской губернии. В начале 1919 года Режицкий уезд отошёл к Советской Латвии, а затем по Рижскому мирному договору 1920 года — к Латвийской Республике (с 1940 года — в Латвийской ССР, упразднён в конце 1949 года).

## Население
По данным всеобщей переписи населения Российской империи 1897 года, в уезде проживало 136,4 тыс. человек. Из них латыши составляли 57,9 %, русские — 23,9 %, евреи — 7,4 %, белорусы — 5,4 %, поляки — 4,8 %. При этом в уездном городе Режице было 10 795 жителей. К числу крупнейших поселений уезда также относились местечки Варкляны (1810 жителей) и Велены (Велионы) (774 жит.).

## Административное деление
В 1890 году в состав уезда входило 19 волостей:
| № п/п | Волость        | Волостное правление      | Число селений | Количество жителей, чел. |
| ----- | -------------- | ------------------------ | ------------- | ------------------------ |
| 1     | Андренненская  | деревня Сталидзаны       | 140           | 8038                     |
| 2     | Борховская     | усадьба Борхово          | 40            | 4480                     |
| 3     | Быковская      | усадьба Быково           | 46            | 3659                     |
| 4     | Вайводовская   | усадьба Букмуйжа         | 96            | 5934                     |
| 5     | Варклянская    | местечко Варкляны        | 83            | 7065                     |
| 6     | Велионская     | местечко Велионы         | 29            | 4458                     |
| 7     | Голянская      | усадьба Инданы           | 69            | 8287                     |
| 8     | Дрицанская     | деревня Дрицаны          | 82            | 3349                     |
| 9     | Ковнатская     | село Новая Слобода       | 88            | 5920                     |
| 10    | Кульневская    | усадьба Ильзенберг       | 72            | 5418                     |
| 11    | Макашанская    | деревня Ивзулова         | 113           | 6086                     |
| 12    | Розенмуйжская  | хутор Притыка            | 103           | 6282                     |
| 13    | Розентовская   | усадьба Вертукшно        | 70            | 4592                     |
| 14    | Сакстыгальская | деревня Сакстыгал        | 83            | 6165                     |
| 15    | Солуионская    | деревня Русские Балборжи | 95            | 7675                     |
| 16    | Стернянская    | усадьба Местери          | 94            | 5321                     |
| 17    | Тискадская 1-я | деревня Мортишки         | 32            | 3546                     |
| 18    | Тискадская 2-я | деревня Ружино           | 57            | 5773                     |
| 19    | Узульмуйжская  | усадьба Болбыши          | 57            | 3652                     |

В 1913 году в Режицком уезде имелось 18 волостей, ранее была упразднена Тискадская 1-я волость, Тискадская 2-я волость переименована в Ружинскую.

## Известные уроженцы
- Майковскис, Болеслав Язепович — нацистский военный преступник.
- Поцелуевский, Александр Петрович — советский тюрколог.
- Трупп, Алоизий Егорович — камердинер императора Николая II.
- Тынянов, Юрий Николаевич — советский писатель.